# Tam Cốc-Bích Động
Tam Cốc-Bích Động je turistična atrakcija v severnem Vietnamu in del krajinskega kompleksa Tràng An. Leži v bližini občine Tam Cốc v provinci Ninh Bình. Tam Cốc-Bích Động je sestavljen iz dveh delov: Tam Cốc, podvodni kraški sistem in Bích Động, niz pagod v skalnati pokrajini.

## Tam Cốc
Tam Cốc, dobesedno »tri jame«, je sestavljen iz treh naravnih jam – Hang Cả, Hang Hai in Hang Ba. Vse tri jame tvori reka Ngo Dong, ki teče skozi goro. Čolni popeljejo obiskovalce po reki Ngo Dong, ki se vije skozi pečine, čezvodne jame in riževa polja. Pokrajina Tam Coc, zlasti obe strani reke Ngo Dong, se lahko spreminja glede na sezono riža (zeleni riž, zlati riž ali srebrna barva vode na polju) in je zelo slikovita.
Jama Ca je dolga 127 m, skozi veliko goro, ustje jame pa je široko preko 20 m. V jami je podnebje precej hladno in visijo številni kapniki različnih oblik.
Hang Hai, skoraj 1 km od jame Ca, je dolga 60 m, na stropu jame je veliko nenavadnih visečih kapnikov.
Hang Ba, blizu Hang Hai, je dolga 50 m, strop jame je kot kamnit lok, nižji od drugih dveh jam.
Območje se imenuje »notranji zaliv Ha Long«.

## Bích Động
Pagode Bích Động so bile zgrajene na gorovju Ngu Nhac. Razdeljene so na spodnjo (Hạ下), srednjo (Trung 中) in zgornjo (Thưởng 上) pagodo. Mesto za pagodo sta leta 1428 izbrala dva meniha, ki ju je »očaral pogled na reko in gore«.
Pagoda Bích Động je starodavni tempelj, povezan s skalnatimi gorami v azijskem slogu. Pagoda je bila zgrajena na začetku dinastije Hau Le. V pagodi je velik zvon, ulit iz časa vladavine kralja Le Thai Toa, in grobnice menihov, ki so zgradili pagodo. Med vladavino Le Hien Tonga (1740-1786) je bila pagoda obnovljena in razširjena, vključno s Spodnjo pagodo, srednjo - Trung pagodo in Zgornjo pagodo, razporejeno na treh gorskih nadstropjih.
Na vrhu gore stoji kip učenega mandarina, ki razmišlja o veličastnih pokrajinah Hoa Lư.
Kralj Le-Canh-Hung, ki je napisal pesem v čast čudoviti pagodi in pokrajini, je verjel, da je pagoda Bích Động druga najlepša v provinci Ha Tay za pagodo Huong, znano tudi kot pagoda dišav v Vietnamu.
Jama Bích Động je 2 km oddaljena od pomola Tam Coc, in pomeni »zelena jama«. Sestavljena je iz suhe jame, ki je na polovici gore (kot pagoda Bích Động) in vodne jame, ki prebija gorsko strugo (imenovana Xuyen Thuy Dong). Pred jamo je krak reke Ngo Dong, ki se vije ob pobočju gore, čez reko je riževo polje.
Jama Xuyen Thuy je temna in poplavljena jama vzdolž masiva Bích Động. Je približno 350 m dolga polkrožna kamnita cev, ki se vije od vzhoda proti zahodu. Povprečna širina je 6 m, najširše mesto je 15 m. Strop in stene jame so navadno ravne, nastajanje pa je kot razporejanje velikih kamnitih plošč v loke, polkroge različnih oblik.
Vhod v jamo Xuyen Thuy je na zadnji strani gore, nasproti ceste do pagode Bích Động. Na koncu potovanja skozi vodno jamo se lahko obiskovalci povzpnejo na goro, da dosežejo jamo in pagodo Bích Động.